# EmelFM2
EmelFM2 – wysoce konfigurowalny, dwupanelowy menedżer plików z graficznym interfejsem dla systemu Linux.
Aplikacja oferuje między innymi:
- zakładki i historię przeglądania
- wybór wielu działań dla każdego typu pliku
- filtrowanie plików pod względem nazw, rozmiaru i daty
- wbudowany wiersz poleceń
- menu definiowane przez użytkownika
- ładowalne moduły rozszerzające
- konfigurowalny pasek narzędziowy